# 木立章成
木立 章成（きだち あきなり、1973年10月13日 - ）は、岩手県北上市出身の元プロ野球選手（遊撃手、右投右打）、北上リトルシニア監督。

## 来歴・人物
専大北上高時代は内野手としてチームを牽引し、3年次の1991年に同校初となる夏の選手権出場を果たした。本戦では2回戦で敗退。高校のチームメイトに井上浩司がいた。
1991年のプロ野球ドラフト会議で阪神タイガースから7位指名を受け入団。
一軍出場のないまま、1996年に戦力外通告を受け任意引退となった。
引退とともにスカウト転身の打診を受け、23歳でスカウトに就任したが1年で退団。盛岡の実家に戻り、家業を継いだ。
2006年、社会人野球のクラブチームとして日本野球連盟に新規加盟した岩手21赤べこ野球軍団の監督に就任。2007年3月、羽生田忠克に監督を譲り辞任。
その後は、岩手県民共済に勤務しながら北上リトルシニアの監督を務める。

## 詳細情報

### 年度別打撃成績
- 一軍公式戦出場なし

### 背番号
- 59（1992年 - 1996年）